# 広袴町
広袴町（ひろはかままち）は、東京都町田市の町名。「丁目」の設定のない単独町名である。郵便番号は195-0052。

## 地理
町田市の北東部に位置する。
北は神奈川県川崎市麻生区片平、東は能ヶ谷七丁目、南は鶴川五丁目と六丁目、西は広袴二丁目と四丁目と接する。
鶴川六丁目の東側には、広袴町の飛地が存在し、2010年に隣接する能ヶ谷地区で住居表示が実施された際も編入されずに、飛地は広袴町のままとなっている。

### 河川
- 真光寺川 - 広袴四丁目から広袴町に流れ入り、能ヶ谷七丁目へ流れ出る。

## 歴史
武蔵国都筑郡幡屋郷に属し、その後、多摩郡小山田庄三矢田郷に属し、その後、多摩郡柚木領に属した。

### 地名の由来
小山田の臣 前島半弥が見回りをした時に「この地の形状はあたかも袴を広げたごとし」と語ったことに由来すると伝わる。

### 沿革
- 1590年（天正18年） - 徳川家康の領地になる。
- 1729年（享保9年） - 分割され、一部が旗本 神谷武右衛門久敬の知行地になる。
- 1868年（慶応4年、明治元年） - 武蔵知県事と韮山県の管轄になり、その後神奈川県に移管される。
- 1871年（明治4年） - 区制により第三〇区となる。
- 1873年（明治6年） - 区番組制により第八区四番組となる。
- 1874年（明治7年） - 大区小区制により第八大区一小区となる。
- 1884年（明治17年） - 連合戸長役場制により小野路村戸長役場の管轄となる。
- 1889年（明治22年） - 広袴村と大蔵村、小野路村、金井村、真光寺村、能ヶ谷村、野津田村、三輪村が合併し、南多摩郡鶴川村大字広袴となる。
- 1893年（明治26年） - 神奈川県のうち、西多摩郡、南多摩郡、北多摩郡を東京府に移管され、東京府南多摩郡鶴川村大字広袴となる。
- 1943年（昭和18年） - 東京都制により、東京都南多摩郡鶴川村大字広袴となる。
- 1958年（昭和33年） - 町田町、鶴川村、忠生村、堺村が合併し、町田市広袴町となる。
- 1968年（昭和43年）8月1日 - 真光寺町、大蔵町、能ヶ谷町、広袴町の一部より、鶴川一〜六丁目を新設。
- 1999年（平成11年）2月27日 - 真光寺町と広袴町の一部より、広袴一〜三丁目を新設。
- 2003年（平成15年）5月31日 - 真光寺町と広袴町の一部より、広袴四丁目を新設。

## 世帯数と人口
2018年（平成30年）1月1日現在の世帯数と人口は以下の通りである。
| 町丁   | 世帯数  | 人口  |
| ------ | ------- | ----- |
| 広袴町 | 421世帯 | 970人 |

## 小・中学校の学区
市立小・中学校に通う場合、学区は以下の通りとなる。
| 番地                                        | 小学校                 | 中学校                 |
| ------------------------------------------- | ---------------------- | ---------------------- |
| 65～114番地 438～483番地                    | 町田市立鶴川第二小学校 | 町田市立鶴川第二中学校 |
| 1～49番地 484～491番地 494番地 512～766番地 | 町田市立鶴川第三小学校 | 町田市立鶴川第二中学校 |

## 交通

### 鉄道
町田市能ヶ谷一丁目にある小田急電鉄小田原線の鶴川駅と神奈川県川崎市麻生区にある小田急電鉄多摩線の栗平駅が、近くにある鉄道駅である。

### 路線バス
「東平」バス停留所から小田急バス・神奈川中央交通の路線バスで鶴川駅行きなどがある。

### 主な道路
- 東京都道・神奈川県道139号真光寺長津田線（鶴川街道）
- 鶴川団地中央通り

## 施設
緑地
- 広袴神明ふるさとの森

神社
- 神明神社